# Warrensville Heights
Warrensville Heights è una città degli Stati Uniti della Contea di Cuyahoga, nello Stato dell'Ohio. È un sobborgo meridionale di Cleveland.
Nel censimento del 2000 la città contava 15.109 abitanti.